# Laza Ristovski
Laza Ristovski (Novi Pazar, 23. siječnja 1956. – Beograd, 6. listopada 2007.) bio je srpski glazbenik i skladatelj. Svirao je kao klavijaturist u srpskom rock sastavu Smak i u bosanskohercegovačkom sastavu Bijelom dugmetu. 

## Vanjske poveznice
- Laza Ristovski na IMDB-u
- Laza Ristovski na Progarchivesu